# Clarice Orsini

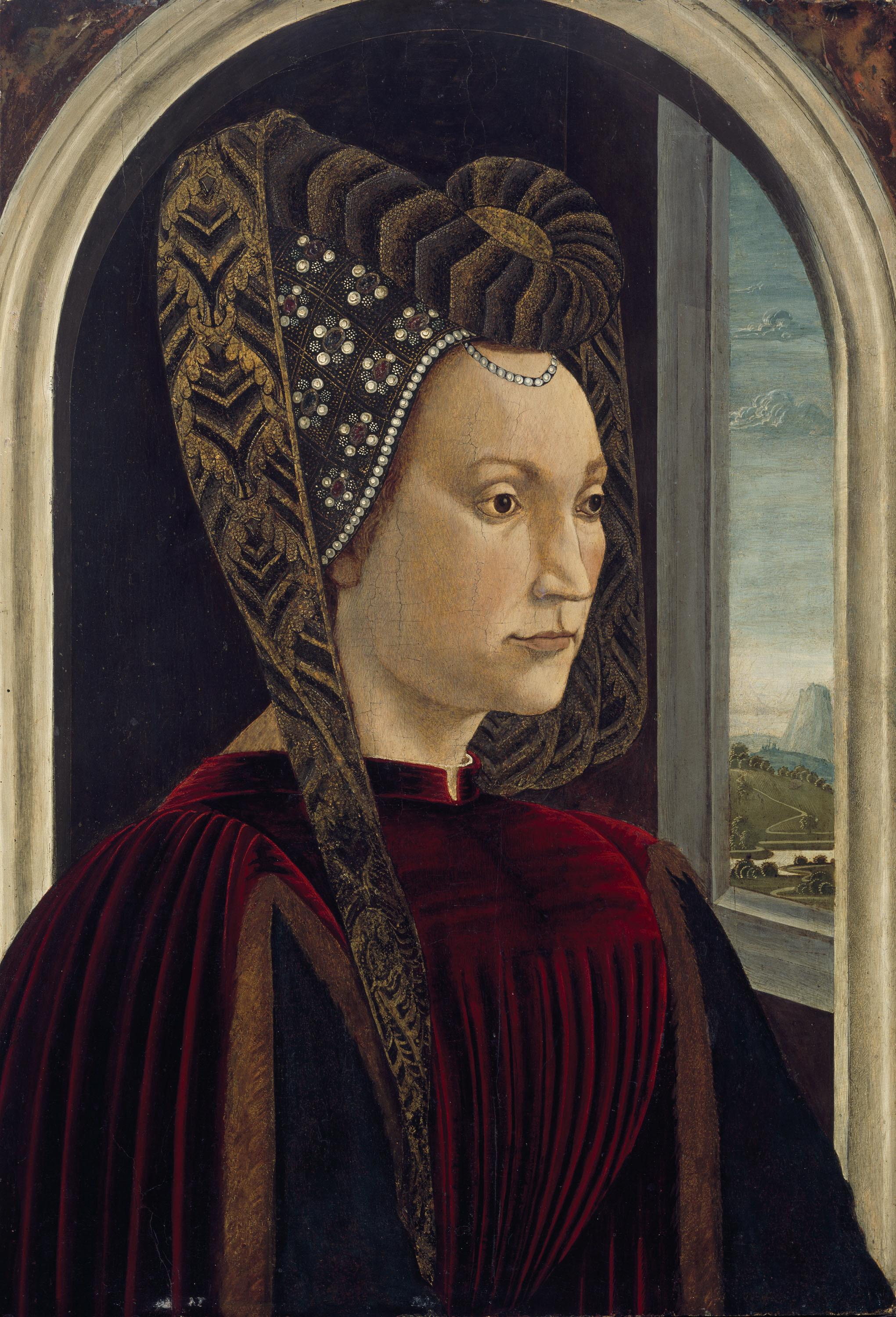
Clarice Orsini de Medici. Gemälde von Domenico Ghirlandaio (spätestens 1494 gemalt)

Clarice Orsini (* 1453 in Rom; † 30. Juli 1488 in Florenz), auch 'Clarissa' (dt.) oder Clarice degli Orsini war eine Tochter aus uraltem römischen Adelshaus, das über Einfluss in der Kurie verfügte, da viele Familienmitglieder im Vatikan hohe Stellungen bezogen. Sie wurde am 4. Juni 1469 die Gattin von Lorenzo de’ Medici, genannt Lorenzo il Magnifico, der von 1469 bis 1492 als Stadtherr in Florenz herrschte. Diese Heirat bekräftigte zugleich, dass das Florentiner Fürstenhaus mit dem römischen Adelsgeschlecht gleichrangig anzusehen war.
Ihre gemeinsamen Söhne waren Piero di Lorenzo de’ Medici, von 1492 bis 1494 Stadtherr von Florenz, Giovanni, von 1513 bis 1521 Papst Leo X., und Giuliano di Lorenzo de’ Medici, seit 1515 Herzog von Nemours und von 1512 bis 1515 Regent von Florenz.

## Familiengeschichte

### 1453 bis 1469
Clarice Orsini war die Tochter des Fürsten Jacopo Orsini, des Herren von Monterotondo, und dessen Ehefrau Maddalena Orsini, geborene Carlo, die dem Zweig der Herren von Bracciano entstammte. Ihr Onkel väterlicherseits war Giovanni Orsini, der später als Erzbischof von Trani amtierte, mütterlicherseits Latino Carlo, der Kardinal in Rom war. Ihr Bruder Rinaldo Orsini wurde 1474 mit Hilfe ihres Mannes Lorenzo Erzbischof von Florenz. Clarices Kindheit war von den 1455 durch Papst Kalixt III. niedergeschlagenen Aufstand der Orsini und des 1458 stattgefundenen Rachefeldzugs der Orsini gegen die Borgias überschattet.
Piero de’ Medici, Stadtherr von Florenz, schickte im März 1467 seine Frau Lucrezia Tornabuoni nach Rom, um nach dem gescheiterten Aufstand von Agnolo Acciaiuoli (1466) für die Politik der Medici zu werben und um Ausschau für eine geeignete Braut für seinen ältesten Sohn Lorenzo zu halten. Die ausgewählte Braut sollte nicht nur reich sein, sie sollte als Mitgift auch die Möglichkeit eines für die Zukunft wichtigen Bündnisses mitbringen. Lucrezia lernte während ihres Aufenthaltes in Rom Kardinal Latino Orsini kennen, der ihr seine Nichte Clarice, Tochter seiner Schwester Maddalena, als Gattin für Lorenzo empfahl.
Lucrezia Tornabuoni bekam die vierzehnjährige Clarice zum ersten Mal am 28. März 1467 in der Peterskirche zu Rom zu sehen und gewann einen sehr guten Eindruck von der jungen Frau. Clarice entsprach dem Schönheitsideal der Zeit, sie wirkte auf ihre zukünftige Schwiegermutter höflich und wohlerzogen. Diese schrieb an ihren Mann: „Das Mädchen ist mehr als mittelgroß und hat eine reine Haut und angenehme Manieren. Sie mag nicht so schön sein wie unsere eigenen Töchter. Aber sie wirkt sehr bescheiden. So wird sie, denke ich, leicht anzulernen sein. Sie ist keine Blondine, solche Mädchen gibt es hier nicht. Ihr starkes, dunkles Haar hat einen rötlichen Schimmer. Ihr Gesicht ist ziemlich rund, aber nicht so, dass es stört. Der Hals ist recht schön, wenn auch eher dünn, oder, sollte man vielleicht sagen, zart. Ich konnte ihre Brüste nicht sehen, weil man sie hier ganz bedeckt, aber so weit ich erkennen konnte, sind sie wohlgeformt. Die Hände sind sehr schlank. Im ganzen scheint das Mädchen weit über den Durchschnitt. Aber mit Maria, Lucrezia und Bianca kann man sie nicht vergleichen.“
Die Verhandlungen zum Ehevertrag dauerten anderthalb Jahre und wurden im Wesentlichen vom Prokuristen der Medici-Bank in Rom, Lorenzos Onkel Giovanni Tornabuoni, sowie von Clarices Onkel, Kardinal Latino Orsini, geführt. Am 27. November 1468 konnten sich beide über die Mitgift von 6000 römischen Gulden einigen und am 10. Dezember 1468 fand in Abwesenheit von Lorenzo, den der Erzbischof von Pisa, Filippo de’ Medici, vertrat, die Eheschließung in Rom statt.
Lorenzo beabsichtigte nicht nach Rom zu ziehen. In seinen Erinnerungen vermerkte er: „Ich Lorenzo, nahm zur Frau Donna Clarice, Tochter des Herrn Jacopo Orsini. Oder besser gesagt, sie wurde mir im Dezember 1468 zur Verfügung gestellt.“'
Er wollte zu diesem Zeitpunkt weder seine Frau sehen, noch seine angeheirateten Verwandten kennenlernen. Stattdessen bereitete sich Lorenzo auf ein Turnier vor, das am 7. Februar 1469 auf der Piazza Santa Croce in Florenz stattfand und in ganz Italien beachtet wurde. Ferrante von Neapel, Borso d’Este, Federico da Montefeltro und viele andere stellten ihre besten Pferde und Reiter zur Verfügung. Nur aus diesem Grund zeigten die Orsini Verständnis für Lorenzos Fernbleiben.
Lorenzo, der in den Farben seiner Jugendliebe Lucrezia Donati (* 1447; † 1501) kämpfte, gewann dieses Turnier. Die junge Florentinerin war die Ehefrau von Niccolò Ardhingelli, der ihre enge Beziehung zu Lorenzo tolerierte. Clarice gratulierte ihrem Gatten ehrerbietig zu dessen Turniersieg und forderte ihn auf, nach Rom zu kommen. Als standesbewusste Aristokratin lehnte sie es jedoch ab, dass ein Mann seine gesellschaftliche Stellung mit Schwert und Lanze bewies. Es gehörte in Rom nicht zum guten Ton, seine Reitkunst und Geschicklichkeit im Fechten und Lanzenstechen vor dem Volk zu zeigen. Wer von seiner gesellschaftlichen Stellung überzeugt war, sollte nicht selbst kämpfen, sondern andere kämpfen lassen – so die Meinung der aristokratischen Orsini.
Aufgrund der unsicheren politischen Lage gestattete Piero seinem Sohn Lorenzo die Reise nach Rom nicht. Anstelle Lorenzos entsandte Piero am 27. April 1469 seinen jüngeren Sohn Giuliano nach Rom, der dann am 15. Mai 1469 mit Clarice nach Florenz aufbrach.
Am 4. Juni 1469 fanden die prächtig ausgerichteten Hochzeitsfeierlichkeiten in Florenz statt. Sie dauerten drei Tage und alle „großen“ Familien waren zur Teilnahme an diesem Fest verpflichtet. Die junge Ehefrau war jedoch in Florenz nicht willkommen. Die aus Kaufleuten und Bankiers bestehende florentinische Oligarchie hielt nicht viel von römischen Adligen, denen sie Hochmut und Mangel an kulturellen Feingefühl unterstellten. In der Stadt war es außerdem nicht üblich, ein „fremdes“ Mädchen zu heiraten. Deswegen wurde diese Ehe von vielen Florentinern als Verrat betrachtet. Piero und Lucrezia wussten jedoch, dass die Wahl eines florentinischen Mädchens unweigerlich die Ablehnung anderer Mädchen bedeuten würde, und diese Brüskierung hätte dann Feindseligkeiten zwischen den Familien zur Folge. Die Medici beabsichtigten mit der glanzvollen Ausrichtung der Hochzeitsfeier, die florentinische Oberschicht für ihre Verbindung mit den Orsini zu gewinnen.
Clarice Orsini war dagegen von diesen Machtspielen nicht betroffen und garantierte zusätzlich ein wichtiges Bündnis mit einer einflussreichen Familie des Kirchenstaates.

### 1469 bis 1488

#### Medici
Die schüchterne und häufig melancholische Clarice war überwältigt von der materiellen Macht der Medici. Sie war nun das jüngste weibliche Mitglied der Familie Medici, stand in der Familienhierarchie auf der untersten Stufe und musste sich der Autorität ihrer Schwiegereltern, ihres Gemahls, aber auch der Witwe Cosimos des Alten, Contessina de’ Bardi, unterwerfen. Clarice akzeptierte dies. Es gelang ihr aber nicht, sich dem Florentiner Lebensstil anzupassen und den toleranten, weltoffenen Geist der Stadt aufzunehmen. Sie stand dem Humanismus fern, verharrte in bigotter Religiosität und blieb ihrer Herkunft aus der römischen Aristokratie verhaftet.
Allerdings entwickelte sich ihre Ehe mit dem lebensfrohen, geistreichen Lorenzo gut. Sie gebar ihrem Mann zwischen 1470 und 1479 sieben Kinder, wobei sie während dieser Zeit mindestens eine Fehlgeburt erlitt. Die Geburt ihres letzten Kindes, Giuliano, schwächte ihre Gesundheit so, dass ihre Ärzte davon abrieten, weitere Kinder zu gebären. Clarice lebte seit der Pazzi-Verschwörung vom 26. April 1478 und der wenig später in Florenz ausbrechenden Pestepidemie meist außerhalb von Florenz, hauptsächlich in Pistoia oder in der Villa Medici von Cafaggiolo, wo sie sich persönlich um die Betreuung und Erziehung ihrer Kinder kümmerte.
Aufgrund ihrer unterschiedlichen Ansichten über die zu erfolgende Ausbildung ihrer Kinder kam es zu erheblichen Spannungen zwischen Clarice und Lorenzo. Clarice bezeichnete den Humanisten und Hauslehrer ihrer Familie Angelo Poliziano als gottlos und zynisch und setzte dessen Entlassung trotz des Widerspruches ihres Mannes durch. Lorenzo beobachtete deswegen die Entwicklung seines ältesten Sohnes Piero, der sich zu einem hochmütigen, streitsüchtigen jungen Mann entwickelte, mit Sorge. Lorenzo erklärte dies als Folge der vom Standesdünkel seiner Frau geprägten Erziehung und beklagte kurz vor seinem Tod, er habe drei Söhne, der erste sei gut (Giuliano), der zweite sei gescheit (Giovanni), der dritte sei ein Narr (Piero).

#### Orsini
Im Frühjahr 1472 reiste Clarice zum Besuch ihrer Familie nach Rom. Der Humanist Luigi Pulci beschrieb sie auf dieser Reise in einem Brief an Lorenzo mit folgenden humorvollen Worten: „[…] deiner lieben Gemahlin wurde überall viel Ehre zuteil; und viel Ehre hat sie auch Dir und uns gemacht, das ist so gewiss, wie es mir scheint: morgens früh zu Pferd, nicht müde, nicht verdrossen, nicht unausstehlich, wie unsere Damen etc., sondern immer fröhlich, behände und galant wie tausend Reibeisen, und vor allem ungeschminkt.“
Clarice Orsini blieb zeitlebens ihrer Familie verbunden. Sie vertrat deren Angelegenheiten energisch gegenüber ihrem Gemahl und erreichte, dass Lorenzo ihre Verwandten großzügig mit Geld und Ämtern versorgte. So wurde ihr Bruder Rinaldo 1474 Erzbischof von Florenz und ihr Bruder Orso erhielt einen lukrativen Soldvertrag bei Galeazzo Maria Sforza, Herzog von Mailand. Außerdem sorgte Lorenzo für ihre verwitwete Schwester Aurante und deren Kinder, ehe es ihm gelang, ihr einen neuen Ehemann zu vermitteln. Er selbst zog vorerst keine Vorteile aus der Verbindung mit den Orsini.
Im Jahr 1485 erhoben sich neapolitanische Barone mit Unterstützung des Papstes Innozenz VIII., welcher der Lehnsherr des Königreiches Neapel war, gegen die Herrschaft von König Ferrante, den Lorenzo und der mailändische Regent, Ludovico il Moro, unterstützten. Deswegen unterzeichnete Lorenzo am 2. November 1485 in Florenz einen Soldvertrag mit Virginio, Vicino, Giulio und Gian Paolo Orsini, die an der Seite des Königs von Neapel den Aufstand der Barone niederschlugen. Der Baronkrieg endete mit dem im August 1486 geschlossenen Frieden zwischen dem Papst und dem König von Neapel, der den Aufständischen die geforderte Amnestie gewährte.
Virginio Orsini, Herr von Bracciano, beabsichtigte nach der Beendigung des Baronkrieges die günstigen Beziehungen der Orsini zum Haus Medici durch weitere familiäre Bindungen auszubauen. Er schlug deswegen Lorenzo vor, seine Cousine Alfonsina mit dessen ältesten Sohn Piero zu vermählen. Da Alfonsina nicht als gute Partie galt, rechnete Virginio mit der Unterstützung von Clarice, deren Mutter Maddalena eine Schwester von Alfonsinas Vater Roberto und somit ebenfalls eine Cousine der Alfonsina war. Clarice konnte ihren Ehemann von den Vorteilen einer weiteren Verbindung ihrer Familien überzeugen und am 25. Februar 1487 heirateten Piero und Alfonsina.

#### Tod
Clarice begleitete 1487 ihre zweitälteste Tochter Maddalena, die mit Francesco Cibo, dem Sohn des Papstes Innozenz VIII., verheiratet werden sollte, nach Rom. Sie erkrankte dort an Tuberkulose und kehrte schwerkrank nach Florenz zurück. Nach dem Tod ihrer jüngeren Tochter Luisa im Mai 1488 verschlechterte sich der Gesundheitszustand von Clarice überaus schnell, so dass sie von ihren Töchtern Lucrezia und Maddalena gepflegt werden musste.
Clarice Orsini verstarb am 30. Juli 1488 in Florenz. Lorenzo de’ Medici, der an diesem Tag selbst schwer krank zur Kur in Bad Filetta bei Siena weilte, betrauerte ihren Tod aufrichtig. „Der soeben erfolgte Tod von Clarice, meiner sehr geliebten und liebreichen Gemahlin“, schrieb er am 31. Juli 1488 an Papst Innozenz VIII. voller Trauer, „war und ist aus vielfältigen Gründen für mich von solchen Schaden, Nachteil und Schmerz, dass er meine Geduld und Ausdauer in den Widrigkeiten und in der Fortuna, von der ich nicht glaubte, dass sie mir etwas so Schmerzhaftes bringen könnte, besiegt hat. Und dieses hat, da ich mich solch holden Umgangs und solcher Gesellschaft beraubt sehe, alles Maß überschritten und traf und trifft mich noch immer so tief ins Herz, dass ich nicht aus und ein weiß.“
Die Ehe zwischen Lorenzo und Clarice begründete die Jahrzehnte bestehende politische Verbindung zwischen den Medici und Orsini, die zusammen ein Zentrum der Macht bildeten. Ihre Söhne Piero, Giovanni und Giuliano wurden während ihres Exils von ihren römischen Verwandten politisch und wirtschaftlich unterstützt.

## Kinder
Aus der am 10. Dezember 1468 in Rom geschlossenen Ehe zwischen Clarice Orsini und Lorenzo de’ Medici entstammen folgende Kinder:
- Lucrezia (* 4. August 1470 in Florenz; † 15. November 1553); war seit dem 10. September 1486 mit Jacopo Salviati (1463–1533), einen Florentiner Bankier und Politiker, verheiratet. Ihre Tochter war Maria. Sie wurde Großmutter von Cosimo I. (1519–1574), dem ersten Großherzog der Toskana, und von Papst Leo XI. (1535–1605).
- Frühgeburt von Zwillingen (*/† März 1471)
- Piero di Lorenzo de’ Medici (* 15. Februar 1472 in Florenz; † 28. Dezember 1503 im Garigliano bei Gaeta) war von 1492 bis 1494 Stadtherr von Florenz. Er war seit dem 25. Februar 1487 mit Alfonsina Orsini (* 1472; † 7. Februar 1520) verheiratet. Beide sind die Eltern von Lorenzo di Piero de’ Medici, dem späteren Herzog von Urbino, und Clarice Strozzi. Des Weiteren sind sie die Großeltern von Katharina de’ Medici, der späteren Königin von Frankreich.
- Maddalena (* 25. Juli 1473 in Florenz; † 2. Dezember 1519) heiratete am 25. Februar 1487 Francesco Cibo (* um 1450; † 25. Juli 1519), den Sohn von Papst Innozenz VIII. Sie war die Mutter von Innocenzo Cibo (1491–1550), Erzbischof von Genua (1520–1550) und Turin (1520–1548).
- Giovanni (* 11. Dezember 1475; † 1. Dezember 1521) amtierte von 1513 bis 1521 als Papst Leo X.
- Luisa  (* 1476/77; † Mai 1488)
- Contessina (* Januar 1478; † 1515) heiratete 1493 Piero Ridolfi († 1525). Sie ist die Mutter des Kardinals Niccolò Ridolfi (1501–1550).
- Giuliano (* 12. März 1479 in Florenz; † 17. März 1516), Herzog von Nemours, heiratete 1515 Philiberta (1498–1524), Tochter des Herzogs Philipp II. von Savoyen. Er regierte von 1512 bis 1515 Florenz und ist der Vater von Ippolito de’ Medici (1511–1535).

Clarice Orsini zog neben ihren eigenen Kindern auch folgende Kinder in ihrem Haushalt auf:
- Giulio de’ Medici (1478–1534), unehelicher Sohn von Lorenzos Bruder Giuliano de’ Medici (1453–1478). Er amtierte von 1523 bis 1534 als Papst Clemens VII.
- Luigi de’ Rossi (1474–1519), Sohn von Lorenzos Halbschwester Maria di Piero de’ Medici (1449–1474) und Leonetto de’ Rossi. Er wurde 1517 zum Kardinal der Katholischen Kirche ernannt.